# Madson (ur. 1999)
Madson de Souza Silva (ur. 26 sierpnia 1999 w Coruripe) – brazylijski piłkarz występujący na pozycji skrzydłowego, od 2025 roku zawodnik meksykańskiego Juárez.